# 中原日菜
中原 日菜（なかはら ひな、8月22日 - ）は、日本の女性声優。アールグルッペ所属。以前はウイットプロモーションに所属していた。

## 出演作品

### テレビアニメ
- 東京マグニチュード8.0
- 夢色パティシエール（保健の先生）

### 吹き替え
- ヴェロニカ・マーズ
- グッド・ワイフ
- ザ・パシフィック
- The Hills
- スイート・ライフ/ザ・ムービー
- スパルタカス
- ゼブラ軍団
- ダウントン・アビー
- プロジェクト・ランウェイ
- ボードウォーク・エンパイア 欲望の街
- ボルジア家 愛と欲望の教皇一族
- モデルズ・オブ・ランウェイ

### 映画
- 渋谷怪談 THE リアル都市伝説（コインロッカーのさっちゃん）

### ラジオ
- 明・めぐみのドリーム・ドリーム・パーティ
- ビューティーブラックバス（JAM STATION：2005年12月 - 2007年3月（第3期））
- ナナカミごっちゃに!（Voice・Love・Network）